# Isidoro de Hoyos y de la Torre
Isidoro de Hoyos y de la Torre (Sopeña, Cabuérniga, Cantàbria, 23 de gener de 1837 - Madrid, 8 d'abril de 1900) fou un aristòcrata, polític i historiador espanyol, diputat a les Corts Espanyoles durant el regnat d'Isabel II d'Espanya i durant la restauració borbònica.

## Biografia
Fill d'Isidoro de Hoyos Rubín de Celis, a la mort del seu pare en 1876 va heretar el marquesat d'Hoyos. Es va casar en 1861 amb Isabel Vinent y O'Neill i fou pare del polític José María de Hoyos y Vinent.
Es doctorà en dret a la Universitat Central de Madrid i ingressà en el cos diplomàtic. Fou elegit diputat a les Corts per Chinchón en 1863 i per Alcalá de Henares en 1865. Va signar el Manifest dels 121 amb Antonio Cánovas del Castillo i després de la restauració borbònica fou nomenat ministre plenipotenciari en Suïssa (1874) i escollit novament diputat pel districte asturià de L'Infiestu a les eleccions generals espanyoles de 1876 i 1879. Després fou escollit senador per Oviedo de 1884 a 1890 i senador vitalici de 1891 a 1900. Fou president de l'Ateneo de Madrid i en 1892 fou escollit acadèmic de la Reial Acadèmia de la Història. En 1895 fou nomenat ambaixador a l'Imperi Austrohongarès. També fou membre de la Reial Acadèmia de Jurisprudència i Legislació, de la Reial Mestrança de Cavalleria de Saragossa, de l'Orde de Sant Joan de Jerusalem i gentilhome de cambra amb exercici. Fou guardonat amb la gran creu de Reial i Distingit Orde Espanyol de Carles III.

## Obres
- Los judíos españoles en el Imperio austriaco y en los Balkanes